# Quandyq Bischimbajew
Quandyq Uälichanuly Bischimbajew (kasachisch Қуандық Уәлиханұлы Бишімбаев, russisch Куандык Валиханович Бишимбаев Kuandyk Walichanowitsch Bischimbajew; * 11. April 1980 in Ksyl-Orda, Kasachische SSR) ist ein kasachischer Politiker. Am 9. November 2023 wurde er wegen Mordes an seiner Ehefrau Saltanat Nukenova verhaftet, im Mai 2024 zu 24 Jahren Gefängnis verurteilt.

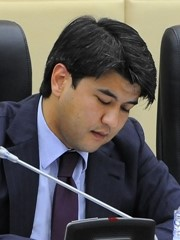
Quandyq Bischimbajew (2016)

## Leben
Quandyq Bischimbajew wurde 1980 in Ksyl-Orda geboren. Er machte 1999 seinen Hochschulabschluss an der Kasachischen Staatlichen Akademie für Management. 2001 kam ein weiterer Abschluss an der Staatlichen Universität Taras hinzu. Durch ein kasachisches Stipendienprogramm erlangte er auch einen Master of Business Administration an der George Washington University.
Seine berufliche Laufbahn begann er 2001 als Abteilungsleiter bei der kasachischen Entwicklungsbank. Zwischen 2002 und 2003 arbeitete er als Abteilungsleiter im Ministerium für Wirtschaft und Haushaltsplanung und anschließend war er Geschäftsführer und Mitglied des Vorstands des National Innovation Fund. Von 2004 bis 2005 war er stellvertretender Vorstandsvorsitzender des Zentrum für Marketing und Analytische Forschung. Von Februar bis Oktober 2005 bekleidete er Positionen bei verschiedenen Unternehmen, so war Bischimbajew Vizepräsident der Ordabasy Corporation und Vorstandsvorsitzender von Interkomschina. Danach wurde er Berater des Ministers für Wirtschaft und Haushaltsplanung und ab Februar 2006 Berater des stellvertretenden Premierministers Kasachstans. Von 2006 bis 2007 leitete er als Präsident das Zentrum für Entwicklung der Handelspolitik des Ministeriums für Industrie und Handel, bevor er zwischen Januar 2007 und Februar 2008 den Posten des stellvertretenden Ministers für Industrie und Handel bekleidete. Anschließend war er von Februar 2008 bis Mai 2009 in der Verwaltung des Präsidenten und danach bis März 2010 Assistent des Präsidenten. Anschließend war er bis Februar 2011 stellvertretender Minister für wirtschaftliche Entwicklung und Handel, von Mai 2011 bis Mai 2013 stellvertretender Vorstandsvorsitzender des nationalen Fonds Samruk-Kazyna und bis Mai 2016 Vorstandsvorsitzender der National Managing Holding Baiterek. Am 6. Mai 2016 wurde er im Kabinett von Kärim Mässimow zum Minister für nationale Wirtschaft ernannt. Diesen Posten hatte er bis zum 28. Dezember 2016 inne.
Am 10. Januar 2017 wurde Bischimbajew festgenommen. Ihm wurde die mehrfache Annahme von Bestechungsgeldern in Höhe von rund zwei Millionen US-Dollar während seiner Zeit als Vorstandsvorsitzender der National Managing Holding Baiterek vorgeworfen. Am 14. März 2018 wurde er von einem Gericht in der Hauptstadt Astana zu einer Haftstrafe von zehn Jahren verurteilt. Darüber hinaus darf er nie wieder ein politisches Amt bekleiden.
Bischimbajew wurde im April 2024 angeklagt, seine Ehefrau mit besonderer Brutalität im VIP-Bereich eines Restaurants, das einem seiner Verwandten gehörte, ermordet zu haben. Den Angestellten des Restaurants wurde verboten, Hilfe zu rufen. Er bestritt dies zunächst und seine Anwälte versuchten Nukenova vor Gericht als eifersüchtig und gewalttätig darzustellen, sie sei nach Alkoholkonsum im Streit gestürzt. Im Verfahren wurden Aufnahmen der Überwachungskameras vorgelegt. Anmerkung Die Aufnahmen der Überwachungskameras zeigten, wie Quandyq Bischimbajew seine Ehefrau Saltanat Nukenova an den Haaren zieht, zu Boden wirft und tritt. Kurz darauf starb Saltanat Nukenova an einer Hirnverletzung. Im Mai 2024 wurde er zu 24 Jahren Gefängnis wegen Mordes und Folter verurteilt.